# Thüringer Kreis
Der Thüringer Kreis oder Thüringische Kreis war eine bis 1815 bestehende Verwaltungseinheit des Kurfürstentums und des Königreichs Sachsen.

## Geographische Ausdehnung

Kreise Kursachsens (rosa)

Das Gebiet des Thüringer Kreises liegt heute zum Teil im Norden des Freistaats Thüringen und im Süden des Landes Sachsen-Anhalt. Das Kreisgebiet zog sich als schmaler Streifen entlang der Unstrut bis zu deren Mündung in die Saale. Im Südosten wurde der Kreis von der Weißen Elster begrenzt. Der Kreis besaß mehrere Exklaven.
Bedeutende Orte des Kreises sind u. a. Weißenfels, Sangerhausen und Langensalza.

## Angrenzende Gebiete
| Thüringische Staaten und Grafschaft Stolberg   | Fürstentum Sachsen-Querfurt und Preußen (Herzogtum Magdeburg) | Herzogtum Sachsen-Merseburg |
| Thüringische Staaten und Ganerbschaft Treffurt | Kompassrose, die auf Nachbargemeinden zeigt                   | Leipziger Kreis             |
|                                                | Thüringische Staaten und Erzstift Mainz                       | Herzogtum Sachsen-Zeitz     |

## Geschichte

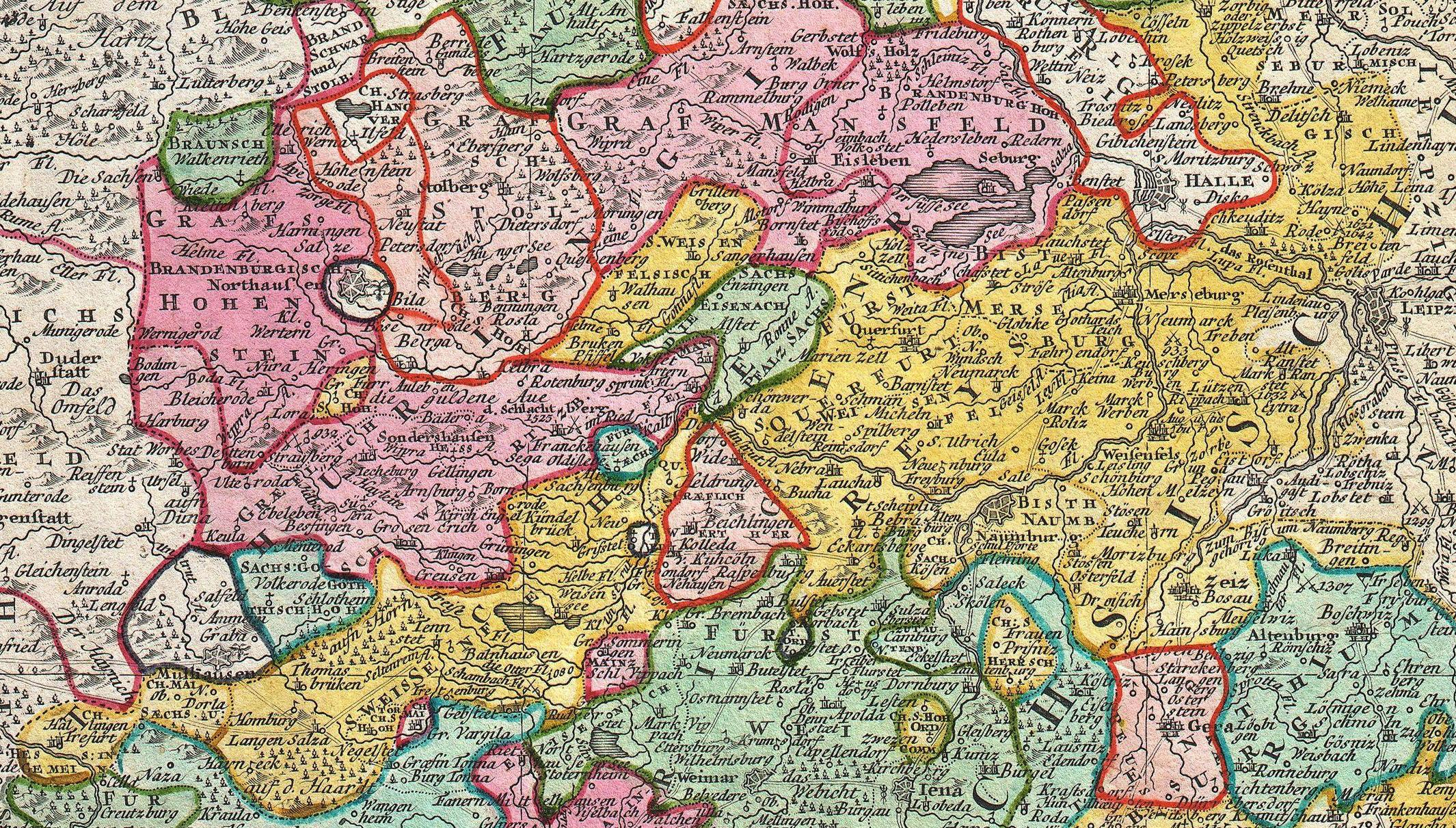
Thüringer Kreis (gelb) in einer Karte Sachsens von Homanns Erben, 1757 (Ausschnitt)

Der Thüringer Kreis entstand aus einem Teil der ehemaligen Landgrafschaft Thüringen.
Mit der Leipziger Teilung von 1485 erfolgte eine territoriale Gliederung der wettinischen Gebiete, deren Wirkung nachhaltigen Einfluss auf die administrative Einteilung Thüringens hatte.
Herzog Ernst (Linie der Ernestiner) erhielt neben den Kurlanden und der Kurwürde beträchtliche Teile des mittleren und östlichen Thüringens; sein Bruder Albrecht (Linie der Albertiner) verfügte ab 1485, neben anderen Gebietsteilen, über den nördlichen und nordöstlichen Teil Thüringens.
Als die Ernestiner im Ergebnis des Schmalkaldischen Krieges erhebliche Teile ihres Territoriums an die Albertiner abtreten mussten, zeigte sich die Notwendigkeit, das nunmehr stark vergrößerte albertinische Gebiet für eine effektive Verwaltung neu zu gliedern. Kurfürst Moritz erließ deshalb am 5. August 1547 eine Verordnung, die die Belange der Verwaltung neu regeln sollte. Kursachsen wurde darin in Kreise aufgegliedert, wovon für das nord- und nordöstliche Thüringen der Thüringer Kreis gebildet wurde.
Der Kreis war in 2 Distrikte und mehrere Amtsbezirke aufgegliedert.
Zum sogenannten Oberen Distrikt gehörten die Amtsbezirke Langensalza, Sachsenburg, Weißensee und Sangerhausen und die landständischen Städte Weißensee, Langensalza, Sangerhausen, Tennstedt und Thamsbrück. Unter der Oberherrschaft Kursachsens standen die schwarzburgischen und stolbergischen Ämter Kelbra und Heringen (beide im gemeinschaftlichen Besitz der Grafschaften Stolberg-Roßla und Schwarzburg-Rudolstadt), das Amt Ebeleben (Grafschaft Schwarzburg-Sondershausen), sowie die Ämter der Grafschaften Stolberg-Stolberg und Stolberg-Roßla.
Den Niederen Distrikt bildeten die Amtsbezirke Weißenfels, Eckartsberga und Freyburg sowie die Städte Weißenfels, Freyburg, Eckartsberga, Mücheln und Laucha.
Durch die Erhebung von Weißenfels zur Residenzstadt des Herzogtums Sachsen-Weißenfels (1656–1746) existierte damals ein Zentralort für den größten Teil des Thüringer Kreises, der für diesen Zeitraum zum Herzogtum gehörte. Diese Funktion behielt Weißenfels zeitweise auch noch nach 1746. Beispielsweise hatte in den 1760er Jahren der Kreishauptmann Senfft von Pilsach seinen Sitz in Weißenfels. Weitere Verwaltungsaufgaben wurden zum Teil noch in Tennstedt und Pforta realisiert, so dass eine Art Dreiteilung in Verwaltungsaufgaben bestand.
Mit der Rückgliederung des Territoriums von Sachsen-Weißenfels im Jahre 1746 war gleichzeitig der Prozess der Konsolidierung des Thüringer Kreises abgeschlossen.
Im Ergebnis des Wiener Kongresses schloss das Königreich Sachsen am 18. Mai 1815 einen Friedens- und Freundschaftsvertrag mit Preußen, der den Verlust seiner thüringischen Territorien vorsah. Die Besitznahme durch Preußen erfolgte am 22. Mai. Der Thüringer Kreis wurde dem Regierungsbezirk Merseburg der neu geschaffenen preußischen Provinz Sachsen (1816) zugeordnet. Nur die Ämter Weißensee und Langensalza sowie das Amt Tennstedt wurden dem Regierungsbezirk Erfurt angegliedert. Die Exklaven Großfurra und Bendeleben des Amts Weißensee wurden 1816 dem Fürstentum Schwarzburg-Sondershausen (Unterherrschaft) angegliedert. Einige Orte im südlichen Randgebiet sowie das Amt Tautenburg kamen an das Großherzogtum Sachsen-Weimar-Eisenach.
Obwohl der Thüringer Kreis damit faktisch seine Rolle als territoriale Einheit verloren hatte, bestand er als administrative Einheit im ständischen Sinne fort. Unabhängig vom neuen Grenzverlauf zwischen den Regierungsbezirken Erfurt und Merseburg wurde die alte Distrikteinteilung des Thüringer Kreises und die Verwendung des Begriffes beibehalten.
So war die „Ritterschaft des Thüringer Kreises preußischen Anteils“ in den Landschaftsverbänden (Recepturverbänden) organisiert: Thüringer Kreis, Merseburgischer Regierungsbezirk und Thüringer Kreis, Erfurtischer Regierungsbezirk. (Allgemeine Steuer-Verfassung in der preußischen Monarchie von 1828, § 213).
Zu gegebenem Anlass, beispielsweise bei der Neuwahl des Kreisvorsitzenden, hielten die Thüringer Stände Kreiskonvente ab. Der letzte Kreiskonvent fand am 28. September 1869 in Kösen statt. Anwesend waren 75 Vertreter aus den Kreisen Langensalza, Weißensee, Sangerhausen, Querfurt, Eckartsberga, Weißenfels, Naumburg und Zeitz. Im Laufe des Konvents wurde die Auflösung des „alt-thüring´schen Kreis-Verbandes“ beschlossen. Die Vermögensbestände wurden auf die einzelnen Kreise aufgeteilt, was bis etwa Mitte der 1870er Jahre abgeschlossen war.

## Ämter

### Kursächsische Ämter zu Thüringen
| Amt                                                         | Amtssitz                         | Distrikt          | Anmerkungen |
| ----------------------------------------------------------- | -------------------------------- | ----------------- | --- |
| Kreisamt Tennstedt                                          | Tennstedt                        |                   | kursächsisches Kreisamt mit der Aufgabe der Aufsicht über die Schriftsassen in den der Sekundogenitur überlassenen Ämtern Langensalza, Sangerhausen und Weißensee   |
| Amt Langensalza                                             | Langensalza                      | oberer Distrikt   | von 1656/57 bis 1746 beim Herzogtum Sachsen-Weißenfels |
| Amt Weißensee                                               | Weißensee                        | oberer Distrikt   | von 1656/57 bis 1746 beim Herzogtum Sachsen-Weißenfels |
| Amt Sachsenburg                                             | Sachsenburg                      | oberer Distrikt   | von 1656/57 bis 1746 beim Herzogtum Sachsen-Weißenfels |
| Amt Sangerhausen                                            | Sangerhausen                     | oberer Distrikt   | von 1656/57 bis 1746 beim Herzogtum Sachsen-Weißenfels |
| Amt Eckartsberga                                            | Eckartsberga                     | niederer Distrikt | von 1656/57 bis 1746 beim Herzogtum Sachsen-Weißenfels |
| Schulamt Pforta                                             | Schulpforte                      |                   | Verwaltung der Landesschule Pforta; Aufgabe der Aufsicht über die Schriftsassen in den der Sekundogenitur überlassenen Ämtern Eckartsberga, Freyburg und Weißenfels |
| Amt Freyburg                                                | Freyburg                         | niederer Distrikt | von 1656/57 bis 1746 beim Herzogtum Sachsen-Weißenfels |
| Amt Weißenfels                                              | Weißenfels                       | niederer Distrikt | von 1656/57 bis 1746 beim Herzogtum Sachsen-Weißenfels |
| Amt Tautenburg                                              | Tautenburg                       |                   | von 1656/57 bis 1718 beim Herzogtum Sachsen-Zeitz |
| Herrschaft Treffurt mit der Vogtei Dorla (kursächs. Anteil) | Treffurt, Oberdorla (für Vogtei) |                   | ganerbschaftliche Verwaltung mit Kurmainz und Hessen-Kassel |

### Ämter des Fürstentums Sachsen-Querfurt
Die Ämter des Fürstentums Sachsen-Querfurt waren:
| Amt               | Amtssitz      |
| ----------------- | ------------- |
| Amt Wendelstein   | Wendelstein   |
| Amt Sittichenbach | Sittichenbach |
| Amt Querfurt      | Querfurt      |
| Amt Heldrungen    | Heldrungen    |
| Amt Dahme         | Dahme/Mark    |
| Amt Jüterbog      | Jüterbog      |

## Kirchliche Gliederung
Die erste protestantische Kirchenvisitation im Thüringer Kreis fand nach dem Tod des Herzogs Georg von Sachsen 1539 statt. Die Pfarreien wurden dabei in folgende fünf Superintendenturen (Superattendentz) aufgeteilt:
1. Langensalza (Saltza)
2. Weißensee
3. Eckartsberga
4. Weißenfels
5. Sangerhausen